# Best of 00–10
Best of 00–10 es un álbum de grandes éxitos de la banda británica Ladytron, lanzado el 28 de marzo de 2011 por el sello Nettwerk. La colección incluye material remasterizado de sus álbumes de estudios y dos temas inédicos, «Ace of Hz» y una versión de «Little Black Angel» (1992) de Death in June. La edición deluxe cuenta con un disco adicional de 16 pistas y un folleto de ocho páginas.

## Canciones
Todas las canciones escritas y compuestas por Ladytron, except where noted. 
| N.º | Título                            | Duración |  |
| 1.  | «Destroy Everything You Touch»    | 4:38     |  |
| 2.  | «International Dateline»          | 4:18     |  |
| 3.  | «Seventeen»                       | 4:39     |  |
| 4.  | «Discotraxx»                      | 3:51     |  |
| 5.  | «Tomorrow»                        | 3:37     |  |
| 6.  | «Soft Power»                      | 5:20     |  |
| 7.  | «Ghosts» (Single Edit)            | 4:30     |  |
| 8.  | «Fighting in Built Up Areas»      | 4:01     |  |
| 9.  | «Playgirl»                        | 3:51     |  |
| 10. | «Blue Jeans»                      | 3:46     |  |
| 11. | «Cracked LCD»                     | 2:33     |  |
| 12. | «Deep Blue»                       | 5:04     |  |
| 13. | «Light & Magic»                   | 3:36     |  |
| 14. | «Runaway»                         | 4:50     |  |
| 15. | «The Last One Standing»           | 3:13     |  |
| 16. | «Little Black Angel» (Douglas P.) | 3:32     |  |
| 17. | «Ace of Hz»                       | 3:33     |  |

- Edición deluxe

| Deluxe edition bonus disc |                              |          |  |
| N.º                       | Título                       | Duración |  |
| 1.                        | «The Reason Why»             | 4:16     |  |
| 2.                        | «Whitelightgenerator»        | 4:01     |  |
| 3.                        | «Mu-Tron»                    | 3:00     |  |
| 4.                        | «Black Plastic»              | 4:19     |  |
| 5.                        | «The Way That I Found You»   | 3:31     |  |
| 6.                        | «True Mathematics»           | 2:24     |  |
| 7.                        | «High Rise»                  | 4:54     |  |
| 8.                        | «Black Cat»                  | 5:10     |  |
| 9.                        | «Another Breakfast with You» | 3:04     |  |
| 10.                       | «USA vs. White Noise»        | 3:52     |  |
| 11.                       | «Commodore Rock»             | 4:48     |  |
| 12.                       | «Evil»                       | 4:07     |  |
| 13.                       | «Beauty*2»                   | 4:25     |  |
| 14.                       | «Season of Illusions»        | 4:01     |  |
| 15.                       | «Versus»                     | 5:45     |  |
| 16.                       | «All the Way...»             | 4:07     |  |

### Best of Remixes
El 8 de marzo de 2011, se lanzó una recopilación digitalmente titulada Best of Remixes was released digitally.

| N.º | Título                                                 | Duración |  |
| 1.  | «Seventeen» (Soulwax Mix)                              | 4:28     |  |
| 2.  | «Destroy Everything You Touch» (Sasha Invol2ver Remix) | 8:23     |  |
| 3.  | «Ace of Hz» (Tiësto Remix)                             | 7:26     |  |
| 4.  | «Runaway» (James Zabiela's Red Eye Remix)              | 8:59     |  |
| 5.  | «Ghosts» (Toxic Avenger Mix)                           | 3:37     |  |
| 6.  | «Playgirl» (Felix da Housecat Glitz Club Mix)          | 6:37     |  |
| 7.  | «He Took Her to a Movie» (Bertrand Burgalat Mix)       | 3:46     |  |
| 8.  | «Evil» (Ewan Pearson Single Remix)                     | 4:11     |  |
| 9.  | «Blue Jeans» (Josh Wink Mix)                           | 6:04     |  |
| 10. | «Soft Power» (Vicarious Bliss Gutter Remix)            | 6:47     |  |
| 11. | «International Dateline» (Simian Mobile Disco Mix)     | 5:19     |  |
| 12. | «Beauty*2» (Frozen Smoke Remix)                        | 4:50     |  |
| 13. | «Weekend» (James Iha Mix)                              | 4:00     |  |
| 14. | «Seventeen» (Justin Robertson Mix)                     | 7:05     |  |
| 15. | «Destroy Everything You Touch» (Hot Chip Remix)        | 6:51     |  |
| 16. | «Last One Standing» (Shipps & Tait Remix)              | 3:46     |  |
| 17. | «Tomorrow» (Apparat Mix)                               | 5:39     |  |